# Ісраель Васкес
Ісраель Васкес Кастанеда (ісп. Israel Vazquez Castañeda; 25 грудня 1977 —2 грудня 2024) — мексиканський боксер-професіонал. Чемпіон світу в другій легшій (IBF, 2004—2006; WBC, 2005—2007 і 2007—2008) ваговій категорії.

## Професіональна кар'єра
Дебютував на профірингу 1995 року у віці 17 років.
17 травня 2002 року в бою вакантний титул «тимчасового» чемпіона світу за версією WBC у другій легшій вазі зустрівся з Оскаром Ларіосом (Мексика), якого вже перемагав 1997 року, і програв технічним нокаутом в останньому раунді.
Здобувши три перемоги, 25 березня 2004 року переміг технічним нокаутом в дванадцятому раунді Хосе Вальбуена (Венесуела) і завоював вакантний титул IBF у другій легшій вазі. Провівши два захиста титулу, 2005 року Васкес вирішив замість захисту свого пояса IBF втретє битися з чемпіоном WBC у другій легшій вазі Оскаром Ларіосом. 3 грудня 2005 року він виграв поєдинок технічним нокаутом у третьому раунді, відібравши титул чемпіона WBC.
10 червня 2006 року Васкес переміг ексчемпіона в другій найлегшій вазі Івана Ернандеса (Мексика). 16 вересня 2006 року, двічі побувавши у нокдауні, переміг технічним нокаутом у десятому раунді чемпіона WBO у легшій вазі Джонні Гонсалеса (Мексика).

### Васкес проти Маркеса
3 березня 2007 року Васкес програв свій титул Рафаелю Маркесу (Мексика). Незважаючи на те, що Васкес надіслав Маркеса в нокдаун у третьому раунді, він відмовився від продовження бою в кінці сьомого раунду через проблеми з диханням, що виникли через зламаний ніс.
У матчі-реванші 4 серпня 2007 року Васкес повернув титул чемпіона. Незважаючи на порізи обох очей, він нокаутував Маркеса в шостому раунді.
1 березня 2008 року Васкес бився з Маркесом втретє. Опинившись в нокдауні в четвертому раунді, він все ж переміг розділеним рішенням суддів.
Журнал «Ринг» другий та третій поєдинки між Ісраелем Васкесом і Рафаелем Маркесом визнав боєм року відповідно 2007-го та 2008-го.
22 травня 2010 року Васкес в напівлегкій вазі бився з Маркесом вчетверте. Маркес здобув перемогу технічним нокаутом у третьому раунді. Цей бій став останнім у кар'єрі Васкеса.

## Проблеми зі здоров'ям
Після четвертого бою з Маркесом у Васкеса почалися проблеми з правим оком, які врешті решт змусили мексиканця 2016 року піти на видалення ока та заміну його протезом.
2019 року Васкесу діагностували невиліковну хворобу системна склеродермія.
2024 року йому діагностували рак.